# Rhinoglena fertoeensis
Rhinoglena fertoeensis is een raderdiertjessoort uit de familie Epiphanidae. De wetenschappelijke naam van deze soort is voor het eerst geldig gepubliceerd in 1929 door Varga.